# Élections législatives de 2007 au Burkina Faso
Les élections législatives ont été organisées au Burkina Faso le 6 mai 2007 pour renouveler l'Assemblée nationale, qui compte 111 députés. L'élection a eu lieu à la représentation proportionnelle avec répartition aux plus forts restes et est organisée sur un seul tour. La campagne électorale s'est déroulée du 14 avril au 4 mai minuit. Le Congrès pour la démocratie et le progrès (CDP), parti du président Blaise Compaoré a emporté la majorité absolue avec 73 députés sur 111.

## Contexte
Lors des précédentes élections en 2002, le parti du président Blaise Compaoré, le Congrès pour la démocratie et le progrès (CDP) avait obtenu une courte majorité. L'assemblée sortante comptait 57 députés du CDP et 54 appartenant à 12 partis de l'opposition.
Le 15 novembre 2005, Blaise Compaoré avait été réélu président pour un troisième mandat.
Le 23 avril 2006, le CDP avait remporté largement les élections municipales.
Pour cette élection, le CDP était donné favori.

## Candidats
La Commission électorale nationale indépendante (CENI), présidée par Moussa Michel Tapsoba, a validé 3 691 candidatures présentées par 47 partis et regroupements de partis politiques 3 955 dossiers de candidatures soumis par 49 partis politiques.

## Le scrutin
Le scrutin s'est déroulé dans le calme.
Environ 4 000 observateurs, envoyé par l’Union africaine, l’Union économique et monétaire ouest-africaine (UEMOA), la Communauté économique des États de l'Afrique de l'Ouest (CEDEAO) et des ONG, ont supervisé le scrutin.
Selon Gérard Philipson, chef de la mission des observateurs de l'Union africaine, « le vote s'est déroulé dans la discipline mais tout laisse présager d'un taux de participation assez bas ».
La Commission électorale nationale indépendante (CENI) considère que les élections se sont bien déroulées mais accuse les partis politiques de pratiquer la fraude. M. Boris Edson Yaméogo, directeur de la communication de la CENI a ainsi déclaré le 9 mai que « Tout s'est bien déroulé dans l'ensemble. Mais du côté des partis politiques, il y a des gens qui choisissent délibérément d'aller aux fraudes ».

## Résultats
| Parti                     | Parti                                                                                      | Voix      | %     | Députés | +/-           |
| ------------------------- | ------------------------------------------------------------------------------------------ | --------- | ----- | ------- | ------------- |
|                           | Congrès pour la démocratie et le progrès (CDP)                                             | 1 373 078 | 58,85 | 73      | 16            |
|                           | Alliance pour la démocratie et la fédération/Rassemblement démocratique africain (ADF-RDA) | 249 766   | 10,70 | 14      | 3             |
|                           | Union pour la République (UPR)                                                             | 100 392   | 4,30  | 5       | Nv            |
|                           | Union pour la renaissance/Mouvement sankariste (UNIR-MS)                                   | 90 705    | 3,89  | 4       | 1             |
|                           | Parti pour la démocratie et le socialisme (PDS)                                            | 76 525    | 3,28  | 2       | en stagnation |
|                           | Parti pour la démocratie et le progrès/Parti socialiste (PDP/PS)                           | 58 455    | 2,51  | 2       | 8             |
|                           | Convention de forces démocratiques du Burkina (CFD/B)                                      | 54 621    | 2,34  | 3       | Nv            |
|                           | Rassemblement pour le développement du Burkina (RDB)                                       | 48 865    | 2,09  | 2       | Nv            |
|                           | Union nationale pour la démocratie et le développement (UNDD)                              | 44 113    | 1,89  | 0       | Nv            |
|                           | Union des partis sankaristes (UPS)                                                         | 40 608    | 1,74  | 2       | Nv            |
|                           | Parti de la renaissance nationale (PAREN)                                                  | 30 030    | 1,29  | 1       | 3             |
|                           | Rassemblement populaire des citoyens (RPC)                                                 | 26 758    | 1,15  | 1       | Nv            |
|                           | Union pour la démocratie et le progrès social (UDPS)                                       | 23 918    | 1,03  | 1       | Nv            |
|                           | Parti africain de l'indépendance (PAI)                                                     | 19 267    | 0,83  | 1       | 4             |
|                           | Mouvement du peuple pour le socialisme / Parti fédéral (MPS/PF)                            | 16 734    | 0,72  | 0       | Nv            |
|                           | Autres partis                                                                              | 79 393    | 3,40  | 0       | –             |
|                           |                                                                                            |           |       |         |               |
| Suffrages exprimés        | Suffrages exprimés                                                                         | 2 333 228 | 92,57 |         |               |
| Votes blancs et invalides | Votes blancs et invalides                                                                  | 187 260   | 7,43  |         |               |
| Total                     | Total                                                                                      | 2 520 488 | 100   | 111     | en stagnation |
| Abstentions               | Abstentions                                                                                | 1 945 866 | 43,57 |         |               |
| Inscrits / participation  | Inscrits / participation                                                                   | 4 466 354 | 56,43 |         |               |